# NGC 837
NGC 837 je galaksija u zviježđu Kit.

## Vanjske poveznice
- SEDS: NGC 837